# 香川県道182号千疋西分線
香川県道182号千疋西分線（かがわけんどう182ごう せんびきにしぶんせん）は、香川県綾歌郡綾川町を通る一般県道である。

## 概要

### 路線データ
- 起点：香川県綾歌郡綾川町千疋（香川県道39号国分寺中通線交点）
- 終点：香川県綾歌郡綾川町西分（香川県道17号府中造田線交点）
- 総延長：7.5 km

## 歴史
- 1965年（昭和40年） - 昭和40年香川県告示第433号（表5）により、千疋綾上線（せんびきあやかみせん）として指定
- 2006年（平成18年）3月21日 - 綾上町廃止、綾川町発足に伴い名称を千疋西分線に変更（平成18年香川県告示第152号）

## 路線状況

### 重複区間
- 国道377号（綾歌郡綾川町山田上・川北西交差点 - 綾歌郡綾川町山田上・俊則交差点）

## 地理

### 通過する自治体
- 綾歌郡綾川町

### 交差する道路
| 交差する道路             | 交差する場所 | 交差する場所 |
| ------------------------ | ------------ | ------------ |
| 香川県道39号国分寺中通線 | 千疋         | 起点         |
| 国道377号 重複区間起点   | 山田上       | 川北西交差点 |
| 国道377号 重複区間終点   | 山田上       | 俊則交差点   |
| 香川県道17号府中造田線   | 西分         | 終点         |

### 沿線
- 綾川町立綾上中学校
- 高松西警察署 山田駐在所
- 綾川町立綾上小学校